# Proteine intrinsecamente disordinate

Flessibilità conformazionale nella proteina SUMO-1 (PDB:1a5r).
La parte centrale mostra una struttura relativamente ordinata. Invece, le regioni N- e C-terminali (rispettivamente a sinistra e a destra) mostrano un 'disordine intrinseco', anche se una breve regione elicoidale persiste nella coda N-terminale. Elementi della struttura secondaria: l'alfa elica in rosso e il foglietto β in azzurro.

Una proteina intrinsecamente disordinata (IDP) è una proteina a cui manca una struttura terziaria fissa o ordinata, tipicamente in assenza di partner macromolecolari con cui interagire, come altre proteine o RNA. Gli stati in cui si presentano le IDP coprono un ampio spettro, da completamente non strutturati a parzialmente strutturati, compresi quelli con avvolgimenti casuali, aggregati simili a globuli fusi, e linker flessibili in grandi proteine multi-dominio.
A volte sono considerate come una classe separata di proteine, insieme a quelle globulari, fibrose e di membrana.
La scoperta delle IDP ha cambiato il paradigma della struttura tradizionale delle proteine,  la cui funzione dipende da una struttura tridimensionale ordinata. Questo dogma è stato messo in discussione negli anni 2000 e 2010, con l'aumento di prove da vari rami della biologia strutturale, che suggeriscono che la dinamica delle proteine potrebbe essere molto rilevante per tali sistemi. 

## Storia

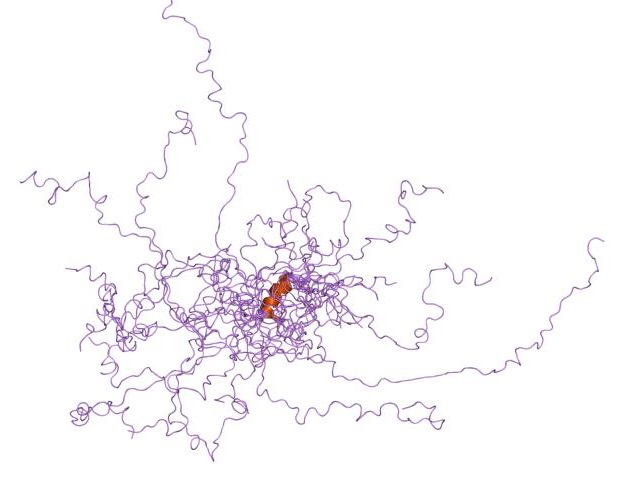
Un insieme di strutture NMR della fosfoproteina solubile tilacoide TSP9 che mostra una catena proteica ampiamente flessibile.

Dagli anni '30 agli anni '50, le prime strutture proteiche furono risolte e scoperte grazie alla cristallografia. Queste prime strutture suggerivano che dovesse essere necessaria, in genere, una struttura tridimensionale fissa per mediare le funzioni biologiche delle proteine. Quando Mirsky e Pauling affermarono che le proteine hanno una sola configurazione definita in modo univoco, non riconobbero che il lavoro di Fisher avrebbe sostenuto la loro tesi con il modello "chiave-serratura" (1894). Queste pubblicazioni consolidarono il dogma centrale della biologia molecolare, in quanto la sequenza determina la struttura che, a sua volta, determina la funzione delle proteine. 
Nel 1950, Karush scrisse di "adattabilità configurazionale", contraddicendo tutte le ipotesi e le ricerche del diciannovesimo secolo. Era convinto che le proteine avessero più di una configurazione allo stesso livello di energia e potessero sceglierne una nel momento in cui si legavano ad altri substrati. Negli anni '60, il paradosso di Levinthal suggerì che la ricerca conformazionale sistematica di un polipeptide lungo non è in grado di produrre una singola struttura proteica piegata su scale temporali biologicamente rilevanti (cioè da secondi a minuti). Curiosamente, per molte (piccole) proteine, o domini proteici, è possibile osservare in vitro un ripiegamento relativamente rapido ed efficiente. Come affermato nel dogma di Anfinsen del 1973, la struttura tridimensionale di queste proteine è codificata in modo univoco nella sua struttura primaria (la sequenza amminoacidica), è cineticamente accessibile e stabile in una gamma di condizioni fisiologiche (simili) e può quindi essere considerata come lo stato nativo di tali proteine "ordinate".
Durante i decenni successivi, tuttavia, non è stato possibile assegnare numerose regioni di proteine nelle serie di dati ottenuti ai raggi X, implicando che esse occupano più posizioni intermedie nelle mappe di densità elettronica. La mancanza di posizioni fisse e uniche rispetto al reticolo cristallino suggeriva che queste regioni erano "disordinate". La spettroscopia a risonanza magnetica nucleare delle proteine ha anche dimostrato la presenza di grandi linker (o congiuntori) e terminazioni flessibili in molti complessi strutturali. 
È ormai generalmente accettato che le proteine esistano come un insieme di strutture simili, con alcune regioni più vincolate di altre. Le proteine intrinsecamente non strutturate (IUP) occupano l'estremo di questo spettro di flessibilità e comprendono anche proteine con una notevole tendenza alla struttura locale o ad assemblaggi flessibili multidominio. Queste regioni altamente disordinate di proteine sono state in seguito collegate a fenomeni funzionalmente importanti come la regolazione allosterica e la catalisi enzimatica.
Il disordine intrinseco è particolarmente elevato tra le proteine che regolano la cromatina e la trascrizione e le previsioni bioinformatiche indicano che esso è più comune nei genomi e nei proteomi sequenziati rispetto a strutture note nel database delle proteine. Sulla base della previsione DISOPRED2, segmenti disordinati lunghi (> 30 residui) si verificano nel 2,0% di archae, nel 4,2% di eubatteri e nel 33,0% delle proteine eucariote. Nel 2001, un articolo intitolato Intrinsically disordered protein ha messo in dubbio che le informazioni trovate di recente fossero state ignorate per 50 anni.
Nel 2010 è diventato chiaro che le IDP sono molto abbondanti tra le proteine correlate a malattie, come alfa-sinucleina e tau.

## Ruoli biologici
Molte proteine disordinate hanno l'affinità di legame con i loro recettori regolata dalla modificazione post-traduzionale: per questo motivo, è stato proposto che la flessibilità delle proteine disordinate faciliti i diversi requisiti conformazionali per legare gli enzimi modificanti e i loro recettori. Il disordine intrinseco è particolarmente arricchito nelle proteine implicate nellatrascrizione e nella segnalazione cellulare, nonché nella trascrizione e nel rimodellamento della cromatina.

### Legami flessibili
Le regioni disordinate si trovano spesso come linker flessibili o ad anello che collegano dominii. Le sequenze dei linker variano notevolmente in lunghezza ma sono tipicamente ricche di amminoacidi polari neutri (senza carica). I linker flessibili consentono ai domini di connessione di ruotare per trovare compagni di legami e di indurre cambiamenti conformazionali su larga scala mediante regolazione allosterica a lungo raggio.

### Motivi lineari
I motivi lineari sono brevi segmenti disordinati di proteine che mediano le interazioni funzionali con altre proteine o altre biomolecole (RNA, DNA, zuccheri ecc.). Molti compiti dei motivi lineari sono associati alla regolazione cellulare, ad esempio nel controllo della forma cellulare, nella localizzazione subcellulare delle singole proteine e nel turnover proteico regolato. Spesso, le modificazioni post-traduzionali come la fosforilazione sintonizzano l'affinità (non raramente per diversi ordini di grandezza) dei singoli motivi lineari per specifiche interazioni. L’evoluzione relativamente rapida e un numero relativamente piccolo di restrizioni strutturali per stabilire nuove interfacce (a bassa affinità) rendono particolarmente difficile individuare motivi lineari ma i loro ruoli biologici diffusi e il fatto che molti virus imitino / sequestrino motivi lineari per ricodificare efficientemente le cellule infette sottolinea la tempestiva urgenza della ricerca su questo argomento molto stimolante ed emozionante. A differenza delle proteine globulari, le IDP non hanno tasche attive disposte nello spazio. Tuttavia, nell'80% delle IDP (~ 3 dozzine) sottoposte a caratterizzazione strutturale dettagliata mediante NMR ci sono motivi lineari denominati PreSMos (motivi pre-strutturati) che sono elementi strutturali secondari transitori innescati per il riconoscimento del bersaglio. In diversi casi è stato dimostrato che queste strutture transitorie diventano strutture secondarie piene e stabili, ad esempio eliche, sul legame del bersaglio. Quindi, I PreSMos sono i siti putativi attivi nelle IDP.

### Ripiegamento e legame
Molte proteine non strutturate subiscono transizioni verso stati più ordinati al momento del legame ai loro bersagli (ad esempio le MoRFs). Il ripiegamento e il legame accoppiati possono essere locali, coinvolgendo solo pochi residui, oppure potrebbero coinvolgere un intero dominio proteico. Recentemente è stato dimostrato che la ripiegatura e il legame accoppiati consentono la copertura di un'ampia superficie che sarebbe possibile solo per proteine completamente strutturate se fossero molto più grandi. Inoltre, alcune regioni disordinate potrebbero servire come "interruttori molecolari" nella regolazione di determinate funzioni biologiche passando alla conformazione ordinata al momento del riconoscimento molecolare come legami di piccole molecole, legami DNA / RNA, interazioni ioniche ecc.
La capacità delle proteine disordinate di legarsi, e quindi di esercitare una funzione, dimostra che la stabilità non è una condizione richiesta. Molti siti funzionali brevi sono sovrarappresentati nelle proteine disordinate.

### Disordine nello stato limite (fuzzy complexes)
Le proteine intrinsecamente disordinate possono mantenere la loro libertà conformazionale anche quando si legano specificamente ad altre proteine. Il disordine strutturale nello stato legato può essere statico o dinamico. 